# A Christmas Prince
Série A Christmas Prince
A Christmas Prince: The Royal Wedding
(2018)
Pour plus de détails, voir Fiche technique et Distribution.
A Christmas Prince est une comédie romantique de Noël réalisée par Alex Zamm, sorti le 17 novembre 2017.
Le film se déroule dans le royaume fictif d'Aldovia. Amber Moore, journaliste, s'infiltre comme tutrice de la princesse Emily sous le nom de Martha Anderson pour obtenir un scoop sur Richard, un prince réputé playboy, et une histoire d'amour commence entre eux.
Il a deux suites : A Christmas Prince: The Royal Wedding et A Christmas Prince: The Royal Baby.

## Synopsis
Amber Moore, une jeune américaine ambitieuse travaillant pour le magazine Now Beat est envoyée en Aldovie avant noël pour assister à une conférence de presse tenue par le prince Richard Charlton, prétendant au trône à la suite du récent décès de son père le roi Richard. La presse dépeint le jeune prince comme un playboy irresponsable et allègue que celui-ci ne veut pas du trône. Amber espère obtenir un scoop en arrivant au palais de la famille royale, or celui-ci ne se présente pas. Ne voulant pas repartir les mains vides, Amber décide de fureter autour du palais. Ce faisant, elle est confondue avec la nouvelle préceptrice américaine de la princesse Emily, Martha Anderson. Amber prend alors l'identité de Martha pour pouvoir enquêter sur les prétendues rumeurs de l'abdication du prince Richard.
La princesse Emily, qui souffre d'une Spina bifida, tente des farces pour qu'Amber abandonne le tutora, mais la jeune fille se retrouve prise au dépourvue lorsqu'Amber la traite comme une élève ordinaire et non pas comme une handicapée. En se faisant passer pour la préceptrice de la princesse Emily, Amber peut alors rencontrer la famille royale et plus précisément le prince Richard. De ce fait, elle réalise qu'il s'agit de l'homme qu'elle a insulté lorsque celui-ci a volé le taxi dans lequel elle allait monter à l'aéroport d'Aldovie. Amber s'éprend alors de Richard et voit en lui un homme compatissant et responsable, bien qu'il soit réticent à l'idée de succéder au trône, bien loin de l'image que propageaient les rumeurs des tabloïds sur le futur roi d'Aldovie. Pendant ce temps, Amber apprend d'Emily que Simon, le cousin sournois et jaloux de Richard, est le suivant dans la branche familiale pour régner sur le royaume, ce qu'il veut plus que tout. Amber rencontre également la magnifique Sophia, ancienne petite-amie de Richard, qui selon lui, ne s'intéressait à lui purement pour son futur titre.
Emily découvre la vérité concernant la réelle identité d'Amber mais accepte de le garder pour elle à condition que celle-ci écrive un article soulignant le vrai visage du prince Richard tel qu'il est, à savoir un homme bon. À la poursuite de son histoire, Amber suit alors Richard à cheval à travers les bois, lorsque celle-ci tombe de cheval et se retrouve devant un loup qui menace de l'attaquer. Seulement le prince vient à sa rescousse et la sauve in extremis. Richard emmène Amber dans le pavillon de chasse de son père où il lui révèle qu'il a eu une dispute avec son celui-ci concernant son renoncement au trône, et que quelque temps après, le roi mourut. Richard montre ensuite à Amber un poème mystérieux qu'a écrit le roi peu de temps avant sa mort et sont sur le point de s'embrasser quand le bruit des chevaux qui hennissent les interrompt. Richard part vérifier si les chevaux vont bien et Amber en profite pour fouiller le bureau du défunt roi et découvre un compartiment caché contenant des documents prouvant que le prince a été secrètement adopté. Elle les cache donc pour les ramener au palais.
Amber est réticente à l'idée de révéler la vérité concernant sa découverte au prince Richard, qui pourrait profondément heurter les sentiments du futur roi mais décide finalement de lui dire durant une promenade. Richard interrompt son aveu en l'embrassant et Amber se rend compte qu'elle est amoureuse de lui. Au même instant, les suspicieux Sophia et Simon fouillent la chambre d'Amber et découvre sa véritable identité ainsi que le certificat d'adoption de Richard. Au bal du réveillon de Noël, alors que Richard s'apprête à être couronné, Sophia s'y oppose, révélant le certificat d'adoption ainsi  que la véritable identité d'Amber. Simon se présente donc comme le légitime successeur au trône tandis que Richard s'enfuit, rejetant les excuses d'Amber, qui quitte le palais en larme. La reine révèle un peu plus tard à Richard qu'elle pouvait adopter secrètement après avoir été diagnostiquée infertile et qu'elle regrettait ne pas lui avoir dit plus tôt, mais qu'elle et le roi le considérait comme leur propre fils. Emily quant à elle se trouve être la fille légitime du roi et de la reine. Richard pardonne donc à sa mère la supercherie et lui promet de ne pas céder le trône à Simon aussi facilement.
Simon se marie avec Sophia mais apprend qu'il ne peut pas être couronné roi avant que la reine ne soit disponible pour présider la cérémonie. Pendant ce temps, Amber est persuadée qu'elle peut prouver que Richard est le roi légitime en se basant sur les indices concernant le poème de son père. Elle est autorisée à pénétrer au palais et trouve dans la décoration de noël, le gland que le roi Richard a offert à la reine avant sa mort, un décret qui stipule que le prince Richard est le roi légitime au trône d'Aldovie. Amber apporte le document à la chambre des représentants où Simon s'apprête à être couronné mais arrive à temps pour que Richard puisse accéder au titre et ainsi se faire officiellement couronner roi. Elle quitte ensuite silencieusement la cérémonie et de même pour l'Aldovie.
De retour à New York, le magazine pour lequel travaille Amber refuse de publier son histoire sur Richard, la qualifiant de "sans intérêt". Dans un accès de rage elle démissionne de son poste au sein de Now Beat, préférant à la place raconter la vérité à propos de Richard sur un blog . Son blog devient viral et attire même l'attention de Richard. Amber passe le réveillon du Nouvel An au restaurant de son père Rudy quand Richard vient lui faire une surprise. Il lui avoue être follement amoureux d'elle puis la demande en mariage, ce qu'elle accepte avec joie.

## Fiche technique
- Titre : A Christmas Prince
- Titre québécois : Un prince pour Noël
- Réalisation : Alex Zamm
- Productrice : Amy Krell
- Producteurs délégués : Eric Jarboe, Amanda Phillips Atkins, Jimmy Townsend
- Scénario : Karen Schaler et Nate Atkins
- Musique : Zack Ryan
- Photographie : Viorel Sergovici
- Montage : Marshall Harvey
- Directrices de casting : Melissa Delizia, Carolyn McLeod
- Société de production : Motion Picture Corporation of America
- Société de distribution : Netflix
- Pays :  États-Unis
- Genre : Comédie romantique
- Durée : 92 minutes
- Dates de sortie : 17 novembre 2017

## Distribution
- Rose McIver (VF : Karine Foviau) : Amber Eve Moore / Martha Anderson
- Ben Lamb (VF : Valéry Schatz) : le prince Richard Bevan Charlton
- Alice Krige (VF : Clara Borras) : la reine Helena Charlton
- Honor Kneafsey : la princesse Emily Charlton
- Sarah Douglas (VF : Véronique Augereau) : Mme. Averill
- Emma Louise Saunders : Lady Sophia Taylor
- Theo Devaney : Comte Simon Duxbury
- Daniel Fathers : Rudy Moore
- Tahirah Sharif : Melissa
- Amy Marston : Max Golding
- Joel McVeagh (VF : Benoît Berthon) : Andy
- Tom Knight : le premier ministre Denzil
- Richard Ashton : M. Little

 Source et légende : version française (VF) sur RS Doublage

## Production
La trilogie a été tournée au château de Peleș en Roumanie.
Le royaume d'Aldovie est fictif mais l'accent britannique des acteurs peut faire penser que le pays se trouve en Europe. Le pays Penglia, issue du troisième volet est lui aussi fictif et nous pouvons apercevoir sur une carte que ce pays se trouve à côté de l'Aldovie.

## Suites
Le 18 mai 2018, une suite est annoncée. Elle s'intitule A Christmas Prince: The Royal Wedding. Elle sort le 30 novembre de la même année sur Netflix.
Un troisième film, A Christmas Prince: The Royal Baby est annoncé par Netflix le 11 mars 2019 et sort le 5 décembre 2019 sur la plateforme.

## Article annexe
- Film de Noël